# Davidius bicornutus
Davidius bicornutus är en trollsländeart som först beskrevs av Selys 1878.  Davidius bicornutus ingår i släktet Davidius och familjen flodtrollsländor. Inga underarter finns listade i Catalogue of Life.